# Xbox Game Studios
Xbox Game Studios, anteriorment coneguda com a Microsoft Game Studios, és una empresa subsidiària de Microsoft Corp. que desenvolupa i publica videojocs per sistemes Windows basats en ordinadors i les consoles Xbox i Xbox 360.

## Alguns dels seus productes
- Xbox Consola de videojocs
- Xbox 360 Consola de videojocs
- XNA Programari
- Direct X APIs.

## Videojcos llançats sota la MGS
La llista de sota surt els videojocs per plataformes i inclou videojocs publicat per Microsoft:

### PC
- Age of Empires (15 d'octubre 1997) — Ensemble Studios
  - Age of Empires: The Rise of Rome (5 de novembre 1998) — Ensemble Studios
- Age of Empires: Gold Edition (24 d'agost 1999) — Ensemble Studios
- Age of Empires II: The Age of Kings (16 d'octubre 1999) — Ensemble Studios
  - Age of Empires II: The Conquerors (25 d'agost 2000) — Ensemble Studios
- Age of Empires III (18 d'octubre 2005) — Ensemble Studios
  - Age of Empires III: The Warchiefs (El 2006) — Ensemble Studios
- Age of Empires III Collector's Edition (18 d'octubre, 2005) — Ensemble Studios
- Age of Mythology (31 d'octubre 2002) — Ensemble Studios
  - Age of Mythology: The Titans (30 de setembre 2003) — Ensemble Studios
- Age of Mythology Gold Edition (30 de juny 2004) — Ensemble Studios
- Alan Wake (2007) — Remedy Entertainment
- Allegiance (16 de març 2000)
- Asheron's Call (1 de desembre 1999) — Turbine, Inc.
- Asheron's Call 2
- Chip's Challenge (1989)
- Close Combat (1996) — Atomic Games
- Close Combat: A Bridge Too Far (1997) — Atomic Games
- Close Combat III: The Russian Front (1998) — Atomic Games
- Combat Flight Simulator: WWII Europe Series (1998)
- Combat Flight Simulator 2: WWII Pacific Theater (2000)
- Combat Flight Simulator 3: Battle for Europe (2002)
- Deadly Tide (1996)
- Dungeon Siege (2002) — Gas Powered Games
- Dungeon Siege: Legends of Aranna (2003) — Gas Powered Games
- Dungeon Siege II (2005) — Gas Powered Games
- Fable: The Lost Chapters (2005) — Lionhead Studios
- Freelancer (2003) — Digital Anvil
- Fighter Ace (31 de desembre 1997)
- Fury3 (24 de juny 1996)
- Halo: Combat Evolved (2001) — Bungie Studios
- Halo 2 (2007) — Bungie Studios
- Impossible Creatures (2003) — Relic Entertainment
  - Impossible Creatures: Insect Invasion (2003) — Relic Entertainment
- Kings & Myths: The Age Collection (2003) — Ensemble Studios
- Links 2003 (2002) — Indie Built
- Links 2003: Championship Courses (2003)
- Links Championship Edition (2003)
- Links LS Classic (?) — Indie Built
- Marvel Universe Online (2007) — Marvel Interactive
- MechCollection (?)
- MechCommander 2 (2001)
- MechWarrior 4: Vengeance (2000)
  - MechWarrior 4: Black Knight (2001) — Cyberlore Studios
  - MechWarrior 4: Clan Mech Pak (2002) — Cyberlore Studios / FASA Interactive
  - MechWarrior 4: Inner Sphere Mech Pack (2002) — Cyberlore Studios / FASA Interactive
  - MechWarrior 4: Mercenaries (2002) — Cyberlore Studios
- Microsoft Baseball 2000 (1999)
- Microsoft Baseball 2001 (2000)
- Microsoft Entertainment Pack: The Puzzle Collection (31 de desembre del 1997)
- Microsoft Flight Simulator '95 (1996)
- Microsoft Flight Simulator '98 (1997)
- Microsoft Flight Simulator 2000 (1999)
- Microsoft Flight Simulator 2002 (2001)
- Microsoft Flight Simulator 2004: A Century of Flight (2003)
- Microsoft Flight Simulator X (2006)— ACES Studio
- Microsoft Golf (June 1 1995)
- Microsoft Golf Version 3.0 (December 12 1996)
- Microsoft Golf 1998 Edition (June 16 1998)
- Microsoft Soccer (12 desembre del 1996)
- Microsoft Train Simulator (2001)
- Midtown Madness (1999) — Angel Studios
- Midtown Madness 2 (2000) — Angel Studios
- Minecraft (2014) - Mojang[1]
- Monster Truck Madness (1996) — Terminal Reality
- Monster Truck Madness 2 (1998) — Terminal Reality
- Motocross Madness (1998) — Rainbow Studios
- Motocross Madness 2 (2000) — Rainbow Studios
- Mythica (cancelled)
- NBA Full Court Press (30 de març del 1998)
- Outwars (1998)
- Pandora's Box (31 d'agost del 1999)
- Racing Madness 2 (?)
- RalliSport Challenge (2002) — Digital Illusions CE
- Return of Arcade Anniversary Edition (1997) — Namco
- Rise of Nations (2003) — Big Huge Games
  - Rise of Nations: Thrones and Patriots (2004) — Big Huge Games
- Rise of Nations: Rise of Legends (2006) — Big Huge Games
- SkiFree (December 31, 1991)
- ShadowRun (2007) — FASA Studio
- Train Simulator 2 (canceled)
- Urban Assault (31 de juliol del 1998) — TerraTools
- Zoo Tycoon (2001) — Blue Fang Games
  - Zoo Tycoon: Dinosaur Digs (2002) — Blue Fang Games
  - Zoo Tycoon: Marine Mania (2002) — Blue Fang Games
- Zoo Tycoon Complete Collection (2003) — Blue Fang Games
- Zoo Tycoon 2 (2004) — Blue Fang Games
  - Zoo Tycoon 2: Endangered Species (2005) — Blue Fang Games
  - Zoo Tycoon 2: African Adventure (2006) — Blue Fang Games
- Zoo Tycoon 2: Zookeeper Collection  (2006) — Blue Fang Games 
  - Zoo Tycoon 2: Dino Danger Pack (2006) — Blue Fang Games
  - Zoo Tycoon 2: Marine Mania (2006) — Blue Fang Games

### Xbox
- Amped: Freestyle Snowboarding (2001) — Indie Built
- Amped 2 (2003) — Indie Built
- Azurik: Rise of Perathia (2001) — Adrenium Games
- B.C. (cancel·lat) — Intrepid
- Blinx: The Time Sweeper (2002) — Artoon
- Blinx 2: Masters of Time and Space (2004) — Artoon
- Blood Wake (2001) — Stormfront Studios
- Brute Force (2003) — Digital Anvil
- Conker: Live & Reloaded (2005) — Rare
- Counter-Strike (2003) — Valve
- Crimson Skies: High Road to Revenge (2003)
- Dinosaur Hunting (2003)
- Fable (2004) — Lionhead Studios/Big Blue Box Studios
- Forza Motorsport (2005)
- Fuzion Frenzy (2001) — Blitz Games
- Grabbed by the Ghoulies (2003) — Rare
- Halo: Combat Evolved (2001) — Bungie Studios
- Halo 2 (2004) — Bungie Studios
- Inside Pitch 2003 (2003)
- Jade Empire (2005) — BioWare
- Kakuto Chojin (2002) — Dream Publishing
- Kingdom Under Fire: Heroes (2005) — Phantagram
- Kingdom Under Fire: The Crusades (2004) — Phantagram
- Kung Fu Chaos (2003) — Just Add Monsters
- Links 2004 (2003) — Indie Built
- Magatama (2003)
- MechAssault (2002) — Day 1
- MechAssault 2: Lone Wolf (2004) — Day 1
- Midtown Madness 3 (2003) — Digital Illusions CE
- N.U.D.E.@Natural Ultimate Digital Entertainment (2003) — Rocket Studio, Inc. / Red Company
- NBA Inside Drive 2002 (2002) — High Voltage Software
- NBA Inside Drive 2003 (2002) — High Voltage Software
- NBA Inside Drive 2004 (2003) — High Voltage Software
- NFL Fever 2002 (2001)
- NFL Fever 2003 (2002)
- NFL Fever 2004 (2003)
- NHL Rivals 2004 (2003)
- NightCaster (2002) — VR1
- Oddworld: Munch's Oddysee (2001) — Oddworld Inhabitants
- OutRun 2 (2004) — (co-published with Sega) Sega-AM2/Sumo Digital
- Phantom Dust (2004)
- Phantasy Star Online Episode I & II (2003) — Sonic Team
- Project Gotham Racing (2001) — Bizarre Creations
- Project Gotham Racing 2 (2003) — Bizarre Creations
- Quantum Redshift (2002) — Curly Monsters
- RalliSport Challenge (2002) — Digital Illusions CE
- RalliSport Challenge 2 (2004) — Digital Illusions CE
- Shenmue II (2003) — Sega-AM2
- Sneakers (2002) — Mediavision Corporation
- Sudeki (2004) — Climax Studios
- Tao Feng: Fist of the Lotus (2003) — Studio Gigante
- The Wild Rings (2003)
- Top Spin (2003) — Power & Magic, Indie Built
- True Fantasy Live Online (cancelled) — Level-5
- Voodoo Vince (2003) — Beep Industries
- Whacked! (2002) — Presto Studios
- Xbox Music Mixer (2003) — Wild Tangent

### Xbox 360
| - Alan Wake (2007) — Remedy Entertainment - Banjo-Kazooie 3 (2007/8) — Rare - Blue Dragon (2006) — Mistwalker - Crackdown (2007) — Real Time Worlds - Every Party (2005) — Game Republic - Fable 2 (2007) — Lionhead Studios - Forza Motorsport 2 (2007) — Turn 10 - Forza Motorsport 3 (2009) - Turn 10 - Fuzion Frenzy 2 (2006) — Hudsonsoft - Gears of War (2006) — Epic Games - Halo 3 (2007) — Bungie Studios - Halo Wars (2007) — Ensemble - Infinite Undiscovery (2007) — Tri-Ace | - Kameo: Elements of Power (2005) — Rare - Kingdom Under Fire: Circle of Doom (2007) — Phantagram - Lost Odyssey (2007) — Mistwalker - Marvel Universe Online (2007) — Marvel Interactive - Mass Effect (2007) — Bioware - Ninety-Nine Nights (2006) — Phantagram - Perfect Dark Zero (2005) — Rare - Project Gotham Racing 3 (2005) — Bizarre Creations - Project Gotham Racing 4 (2007/8) — Bizarre Creations - Shadowrun (2007) — FASA Studio - The Movies 2 (2007)—Lionhead Studios - Too Human (2007) — Silicon Knights - The Dimitri Project (2007) — Lionhead Studios - Viva Piñata (2006) — Rare |

## Xbox One
| 2013 - Crimson Dragon - Dead Rising 3 - Forza Motorsport 5 - Halo: Spartan Assault - Killer Instinct - LocoCycle - Max: The Curse of Brotherhood - Powerstar Golf - Ryse: Son of Rome - Zoo Tycoon 2014 - D4: Dark Dreams Don't Die - Dance Central Spotlight - Forza Horizon 2 - Halo: The Master Chief Collection - KALIMBA - Kinect Sports Rivals - Magic 2015 - Minecraft: Xbox One Edition - Project Spark - Sunset Overdrive 2015 - Forza Horizon 2 Presents Fast & Furious (expansió única) - Forza Motorsport 6 - Gears of War: Ultimate Edition - Halo 5: Guardians - Happy Wars | - Ori and the Blind Forest - Rare Replay - Rise of the Tomb Raider - ScreamRide - State of Decay: Year-One Survival Edition 2016 - Cobalt (publicat conjuntament amb Mojang) - Dead Rising 4 - Forza Horizon 3 - Gears of War 4 - Quantum Break - ReCore 2017 - Disneyland Adventures - Forza Motorsport 7 - Halo Wars: Definitive Edition - Halo Wars 2 - Phantom Dust - PLAYERUNKNOWN'S BATTLEGROUNDS - Rush: A DisneyPixar Adventure - Super Lucky's Tale - Zoo Tycoon: Ultimate Animal Collection 2018 - Forza Horizon 4 - Sea of Thieves - State of Decay 2 2019 - Crackdown 3 - Gears 5 |